# Федюк, Тарас Алексеевич
Тарас Алексеевич Федю́к (род. 1954) — украинский поэт.

## Биография
Родился 6 октября 1954 года в Ананьеве (ныне Одесская область, Украина). Окончил украинское отделение филологического факультета ОГУ имени И. И. Мечникова.

## Произведения
Сборники стихов:
- «Предрассветные журавли» / Одесса: Маяк, 1975
- «Один на один» / Одесса: Маяк, 1979
- «…И промолчать не посмел» / Одесса: Маяк, 1987;
- «Полёт осенней пчелы» / Киев: Советский писатель, 1988;
- «Чёрным по белому» / Киев: Молодь, 1990;
- «Крещатые южные снега» / Киев: Украинское казачество LTD, 1995;
- «Золото инков» / Львов: Кальвария, 2001;
- «Тайная ложа» (2003),
- «Лицо пустыни» (2005),
- «Транснистрия» (2007)
- «Чердак» (2009)

Стихи переводили на другие языки.

## Общественная деятельность
- член Союза писателей Украины (1980—1996)
- вице-президент (1997—2000), а с 2000 года президент АУП.

## Награды и премии
- Национальная премия Украины имени Тараса Шевченко (2007) — за книгу стихов «Лица пустыни».